# Église du Saint-Sépulcre-de-Jérusalem (Naples)
L'église du Saint-Sépulcre-de-Jérusalem (Santo Sepolcro di Gerusalemme) est une petite église baroque de Naples sise sur une pente de la colline de la chartreuse San Martino. Elle est placée sous le vocable du Saint-Sépulcre de Jérusalem.

## Histoire
Cette petite église fait partie des quelques églises en partie troglodytes de la cité parthénopéenne. Elle présente une façade baroque en deux ordres terminée par un tympan triangulaire. Le premier ordre est caractérisé par deux piliers corinthiens, flanquant un portail surmonté d'une grande fenêtre en demi-lune. Le second ordre montre des piliers flanquant deux niches.
La façade a été remaniée au XIXe siècle. L'ancien couvent annexe comporte des salles troglodytes, donc totalement creusées dans la roche.
L'église, qui se trouve dans un piteux état de dégradation, est fermée au culte depuis de nombreuses années.

## Source de la traduction
- (it) Cet article est partiellement ou en totalité issu de l’article de Wikipédia en italien intitulé « Chiesa del Santo Sepolcro di Gerusalemme » (voir la liste des auteurs).